# 8. marts
8. marts er dag 67 i året i den gregorianske kalender (dag 68 i skudår). Der er 298 dage tilbage af året.
- Dagens navn er Beate eller Beata.
- Kvindernes internationale kampdag.

### Begivenheder
Født - Dødsfald
- 1618 - Johannes Kepler formulerer sin tredje lov om planeternes bevægelse.
- 1790 - Den franske nationalforsamling stemmer for at fortsætte slaveriet i de franske kolonier.
- 1843 - Altinget, Islands lovgivende forsamling, genoprettes efter at være blevet nedlagt i år 1800.
- 1872 - Danmarks første jernbanefærge, hjuldampfærgen H/F Lillebelt påbegynder fast sejlads over Lillebælt mellem Fredericia og Strib.[1]
- 1908 - Socialistiske kvinder demonstrerer i New York, en demonstration der bliver inspiration for valget af 8. marts som kvindernes internationale kampdag.
- 1910 - Første flyvercertifikat udstedes i England.
- 1910 - Kvindernes internationale kampdag indstiftes under navnet International kvindedag på en kongres for socialistiske kvinder, afholdt i København.
- 1917 - Februarrevolutionen udbryder i Rusland og leder til Zar Nikolaj II's abdikation.
- 1920 - Danmark tiltræder Folkeforbundet - forløber for FN.
- 1941 - Statsminister Th. Staunings tale i Studenterhuset om den nazistiske nyordning af økonomien.
- 1942 - Japan erobrer Rangoon i Burma fra England.
- 1950 - Sovjetunionen informerer officielt om, at landet har den første funktionsdygtige atombombe klar.
- 1952 - For første gang indopereres et kunstigt hjerte på et menneske. Det sker på en 41-årig mand, som overlever i 80 minutter.
- 1962 - Folketinget vedtager lov om den nye Lillebæltsbro.
- 1966 - Nelson-søjlen i Dublin ødelæges af en IRA-bombe.
- 1973 - 98 % af befolkningen i Nordirland stemmer for fortsat tilknytning til Storbritannien.
- 1971 - I Fight of the Century - den første af tre legendariske boksekampe mellem Joe Frazier og Muhammad Ali - vinder Frazier og beholder dermed VM-titlen i sværvægt.
- 1974 - Det litterære tidsskrift Vindrosen udkommer for sidste gang.
- 1983 - Den amerikanske præsident Ronald Reagan omtaler Sovjetunionen som "det onde imperium".
- 1998 - 4th Screen Actors Guild Awards afholdes.
- 2011 - Den danske regering undergår en regeringsrokade under Lars Løkke Rasmussen, hvorved Søren Pind bliver ny integrationsminister og Peter Christensen bliver ny skatteminister.
- 2014 - Et Boeing 777-fly med 239 mennesker ombord under flyvning Malaysia Airlines Flight 370 (MH370) forsvinder sporløst.

### Født
- 1560 - Carlo Gesualdo, italiensk komponist (død 1613).
- 1714 - Carl Philipp Emanuel Bach, tysk komponist (død 1788).
- 1748 - Vilhelm 5., nederlandsk konge (død 1806).
- 1799 - Rasmus Sørensen, dansk politiker og skolelærer (død 1865)
- 1840 - Franco Faccio, italiensk komponist og dirigent (død 1891).
- 1858 - Ruggiero Leoncavallo, italiensk operakomponist (død 1919).
- 1859 - Kenneth Grahame, britisk forfatter (død 1932).
- 1879 - Otto Hahn, tysk kemiker og modtager af Nobelprisen i kemi (død 1968).
- 1907 - Konstantinos Karamanlis, græsk politiker, premierminister og præsident (død 1998).
- 1912 - Elisabeth Bomhoff, dansk modstandskvinde (død 2014).
- 1917 - Ernst von Glasersfeld, tysk filosof (død 2010).
- 1920 - Jørgen Winckler, dansk sanger (død 1993).
- 1922 - Cyd Charisse, amerikansk danser og skuespiller (død 2008).
- 1922 -  Ralph H. Baer, amerikansk spiludvikler (død 2014).
- 1925 - Hanne Finsen, dansk museumsdirektør (død 2023).
- 1929 - Hebe Camargo, brasiliansk skuespiller (død 2013).
- 1930 - Douglas Hurd, tidligere engelsk udenrigsminister.
- 1932 - Erling Bløndal Bengtsson, dansk professor og cellist.
- 1941 - Per Høyer Hansen, dansk journalist og forfatter (død 2001).
- 1943 - Lynn Redgrave, engelsk skuespillerinde (død 2010).
- 1943 - Niels Due Jensen, koncerndirektør for Grundfos.
- 1945 - Micky Dolenz, amerikansk musiker i Monkees
- 1945 - Freddy Blak, dansk EU-parlamentsmedlem.
- 1947 - Hanne Gelver, dansk skuespiller.
- 1947 - Carol Bayer Sager, amerikansk sangskriver.
- 1948 - Peggy March, amerikansk sangerinde.
- 1951 - Knud Theil Nielsen, dansk politiker.
- 1952 - Finn Nørbygaard, dansk komiker.
- 1952 - George Allen, tidligere amerikansk senator.
- 1955 - Morten Suurballe, dansk skuespiller.
- 1960 - Niels Olsen, dansk skuespiller.
- 1968 - Gordon Kennedy, skotskfødt dansk entertainer.
- 1972 - Jakob Sveistrup, dansk sanger.
- 1976 - Freddie Prinze Jr, amerikansk skuespiller.
- 1977 - James Van Der Beek, amerikansk skuespiller.
- 1983 - Yepha, dansk sanger og rapper.

### Dødsfald
- 1702 - Vilhelm 3., engelsk konge (født 1650) - rideulykke.
- 1841 – Claus Christensen, dansk officer (født 1768).
- 1844 - Karl 14. Johan, franskfødt svensk konge (født 1763).
- 1855 - Jens Stephan Heger, dansk skuespiller (født 1769).
- 1869 - Hector Berlioz, fransk komponist (født 1803).
- 1917 - Ferdinand von Zeppelin, tysk officer og luftskibskonstruktør (født 1838).
- 1923 - Johannes Diderik van der Waals, hollandsk naturvidenskabsmand og modtager af Nobelprisen i fysik (født 1837).
- 1930 - William H. Taft, amerikansk præsident (født 1857).
- 1942 - José Raúl Capablanca, cubansk skakspiller (født 1888).
- 1963 - Gunnar Jørgensen, dansk drengebogsforfatter (født 1896).
- 1971 - Harold Lloyd, amerikansk stumfilmskomiker (født 1893.
- 1983 - William Walton, engelsk komponist (født 1902).
- 1999 - Joe DiMaggio, amerikansk baseballspiller (født 1914).
- 2001 - Bent Hansen, dansk fodboldspiller (født 1933).
- 2001 - Ninette de Valois, engelsk balletdanser (født 1898).
- 2003 - Adam Faith, engelsk sanger og skuespiller (født 1940).
- 2005 - Aslan Maskhadov, tjetjensk oprørsleder (født 1951) - dræbt af russiske specialstyrker.
- 2012 - Jens Petersen, dansk fodboldspiller (født 1941).
- 2014 - Svend Bergstein, dansk militærmand og politiker (født 1941).
- 2016 - George Martin, engelsk musikproducer (født 1926).
- 2020 - Max von Sydow, svensk skuespiller og filminstruktør (født 1929).